# Chrysobothris rothkirchi
Chrysobothris rothkirchi es una especie de escarabajo del género Chrysobothris, familia Buprestidae. Fue descrita científicamente por Obenberger en 1922.